# Андалуски планини
Андалуските планини (Бетски планини, Кордилера Бетика) (на испански: Cordilleras Béticas, Sistemas Béticos) е обширна планинска система в Южна Испания, простираща се покрай югоизточните и южни брегове на Пиренейския полуостров. Дължина около 630 km, максимална ширина до 180 km. Състои се основно от 4 вериги, разположени успоредно една на друга, които от своя страна се поделят на отделни хребети и масиви със стръмни склонове.
- Кордилера Бетика – разположена най-на север. Дължина 440 km, връх Ла Согра 2381 m;
- Централни масиви, дължина 240 km, включващи масивите Сиера Невада (връх Муласен 3478 m), Сиера де Баса (Санта Барбара 2269 m), Сиера де лос Филабрес (2168 m), Сиера де лос Естансяс (2043 m), Сиера де Алменара (881 m);
- Кордилера Пенибетика, на юг, дължина 360 km, включваща масивите Сиера Бермеха (Торесиля 1919 m), Сиера де Гадор (Игера 2322 m), Сиера Аламиля;
- Кордилера Суббетика, на изток, дължина 240 km, връх Еспуня 1579 m.

Отделните храбети са разделени един от друг с относително големи междупланински долини и котловини (Гранада и др.). Изградени са от кристалинни и карбонатни скали с ясно изразени карстови форми. В приморските региони са разположени малки, гъстонаселени равнини (около градовете Малага, Картахена, Мурсия, Аликанте). Климатът е средиземноморски. Отделни участъци от склоновете са покрити с вечнозелени широколистни гори и храсти. В котловините и по крайбрежието се отглеждат маслини, цитруси, лозя, а на изток и финикови палми. В районите на Алкифе и Серон се разработват находища на желязна руда.